# Élie Doté

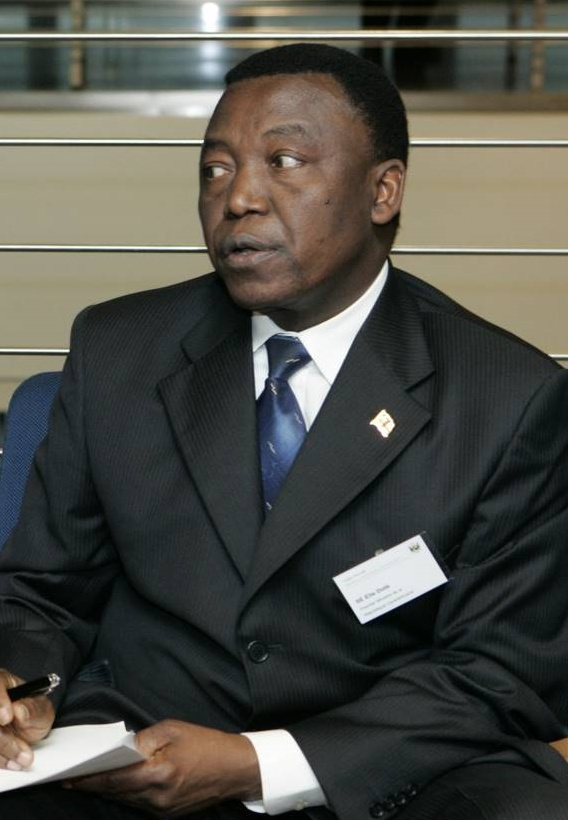
Élie Doté

Élie Doté (* 9. Juli 1948 in Bangui) ist ein zentralafrikanischer Politiker. Er war vom Juni 2005 bis Januar 2008 Premierminister der Zentralafrikanischen Republik. 

## Leben
Doté wurde in Bangui geboren, der Hauptstadt der damaligen französischen Kolonie Ubangi-Schari und gehört zur Volksgruppe der Mandja, die im Norden des Landes beheimatet sind. Er studierte Landwirtschaft an der Universität von Montpellier. Nach seiner Rückkehr in die Zentralafrikanische Republik arbeitete er von 1974 bis 1980 für das Landwirtschaftsministerium. Später ging er als Landwirtschaftsexperte zur Afrikanischen Entwicklungsbank, zunächst nach Abidjan. Am 1. August 2001 wurde er Leiter der Abteilung für Landwirtschaft und ländliche Entwicklung der Bank mit Sitz in Tunis.

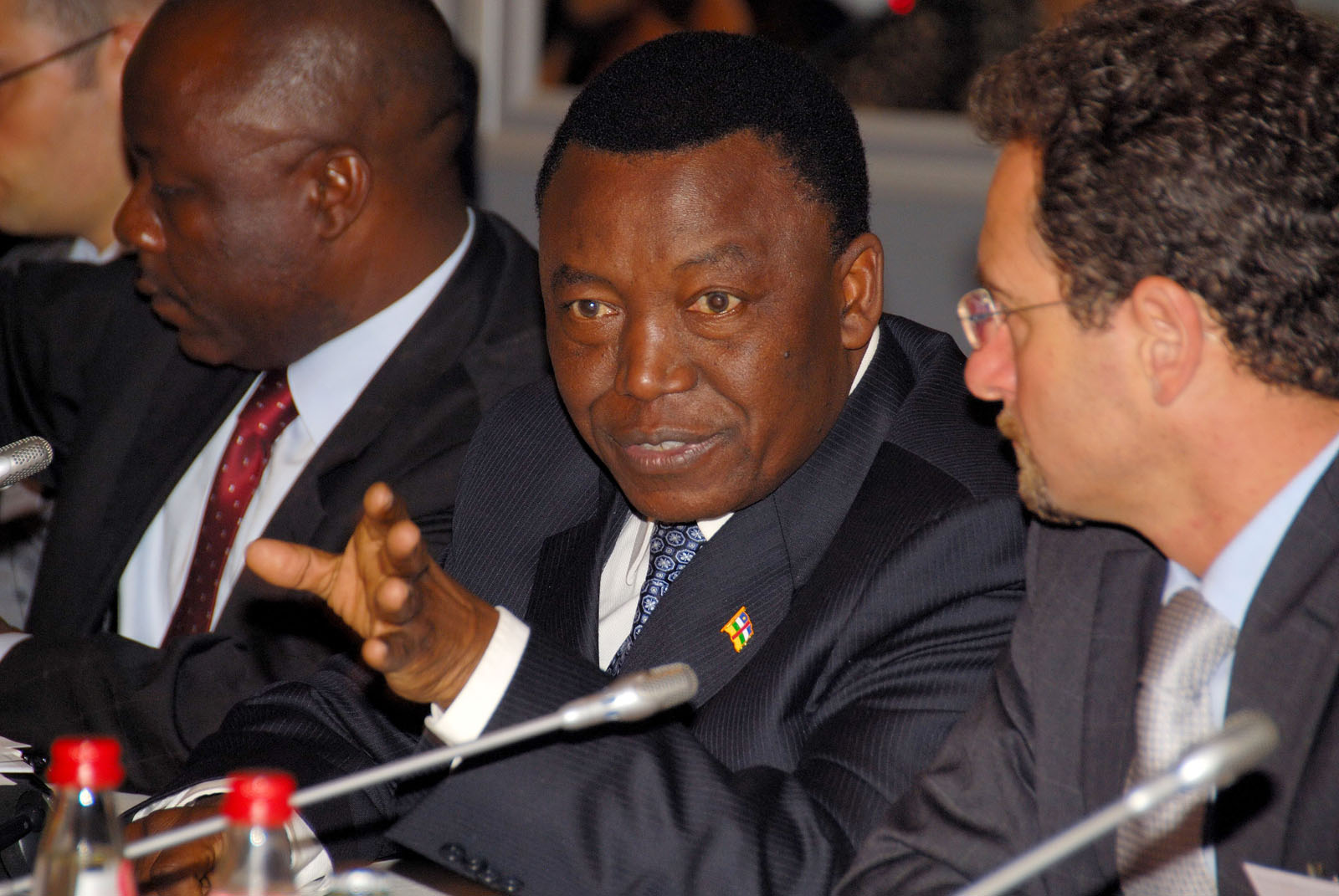
Élie Doté bei einer Konferenz zur Entwicklungshilfe

Am 13. Juni 2005 wurde er erster Premierminister nach Einführung der Verfassung der VI. Republik unter dem wiedergewählten Präsidenten François Bozizé. Doté war in seiner Heimat bis dahin unbekannt. Für seine überraschende Ernennung sprachen angesichts der großen Schuldenlast des Landes seine guten Verbindungen und die Kenntnis internationaler Finanzinstitutionen wie der Weltbank und dem Internationalen Währungsfonds. Doté fand bei Amtsantritt Auslandsschulden in Höhe von etwa 1,3 Milliarden US$ vor. Weitere Herausforderungen war die schwierige Sicherheitslage im Land. Eine Woche nach seiner Ernennung stellte er sein Kabinett aus 27 Ministern vor, wobei Präsident Bozizé weiterhin für das Verteidigungsministerium verantwortlich blieb.
Doté ist verheiratet und hat sechs Kinder.